# Coronmeuse
Coronmeuse is een subwijk van Luik.
Coronmeuse is een arbeiderswijk en ligt ingeklemd tussen de Luikse wijk Saint-Léonard en Herstal. Hier komt het Albertkanaal uit op de Maas. Coronmeuse ligt op de linkeroever van deze rivier.

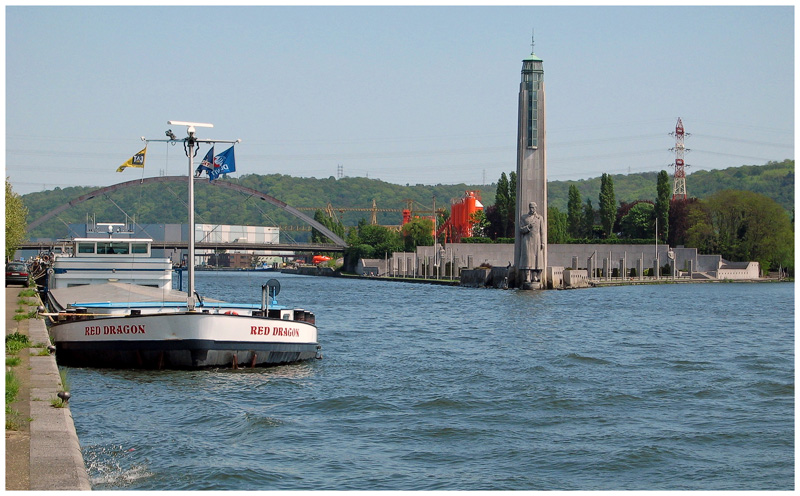
Begin van het Albertkanaal

De subwijk kwam tot ontwikkeling toen de Wereldtentoonstelling van 1930 er werd gehouden. Tot 1939 werden er nog een aantal belangrijke gebouwen opgericht, zoals het Palais des Sports (met ijsbaan) en het Palais des Fêtes de la Ville de Liège. Ook is een park: Het Koningin Astridpark (Parc Reine Astrid).
Sinds 28 april 2025 is de wijk terug met een tramverbinding met het centrum van Luik verbonden.